# Vieux (Calvados)
Pour les articles homonymes, voir Vieux.
Vieux est une commune française, située dans le département du Calvados en région Normandie,
C'est le lieu de l'ancien chef-lieu gallo-romain du peuple gaulois des Viducasses.

## Géographie

### Localisation
Vieux est un village Normand situé  à 10 km à vol d'oiseau au sud-ouest de Caen, 29 km au nord-ouest de Falaise, 48 km à l'est de Saint-Lô et 27 km au sud-est de Bayeux.
La commune se trouve dans l'aire d'attraction de Caen, ainsi que dans la zone d'emploi et dans le bassin de vie de cette ville.

### Communes limitrophes
Les communes limitrophes sont Amayé-sur-Orne, Avenay, Esquay-Notre-Dame, Feuguerolles-Bully, Fontaine-Étoupefour et Maltot.
| Fontaine-Étoupefour, Baron-sur-Odon (par un quadripoint) | Maltot                 | Feuguerolles-Bully (territoire de Feuguerolles-sur-Orne) |
| Esquay-Notre-Dame                                        | Vieux                  | Feuguerolles-Bully (territoire de Feuguerolles-sur-Orne) |
| Avenay                                                   | Avenay, Amayé-sur-Orne | Amayé-sur-Orne                                           |

### Géologie et relief
La superficie de la commune est de 2,50 km2 ; son altitude varie de 25  à   112 mètres.

### Hydrographie
La commune est située dans le bassin Seine-Normandie. Elle est drainée par la Guigne et un autre petit cours d'eau,.
La Guigne, d'une longueur de 11 km, prend sa source dans la commune de Vacognes-Neuilly et se jette  dans l'Orne à Laize-Clinchamps, après avoir traversé huit communes. 

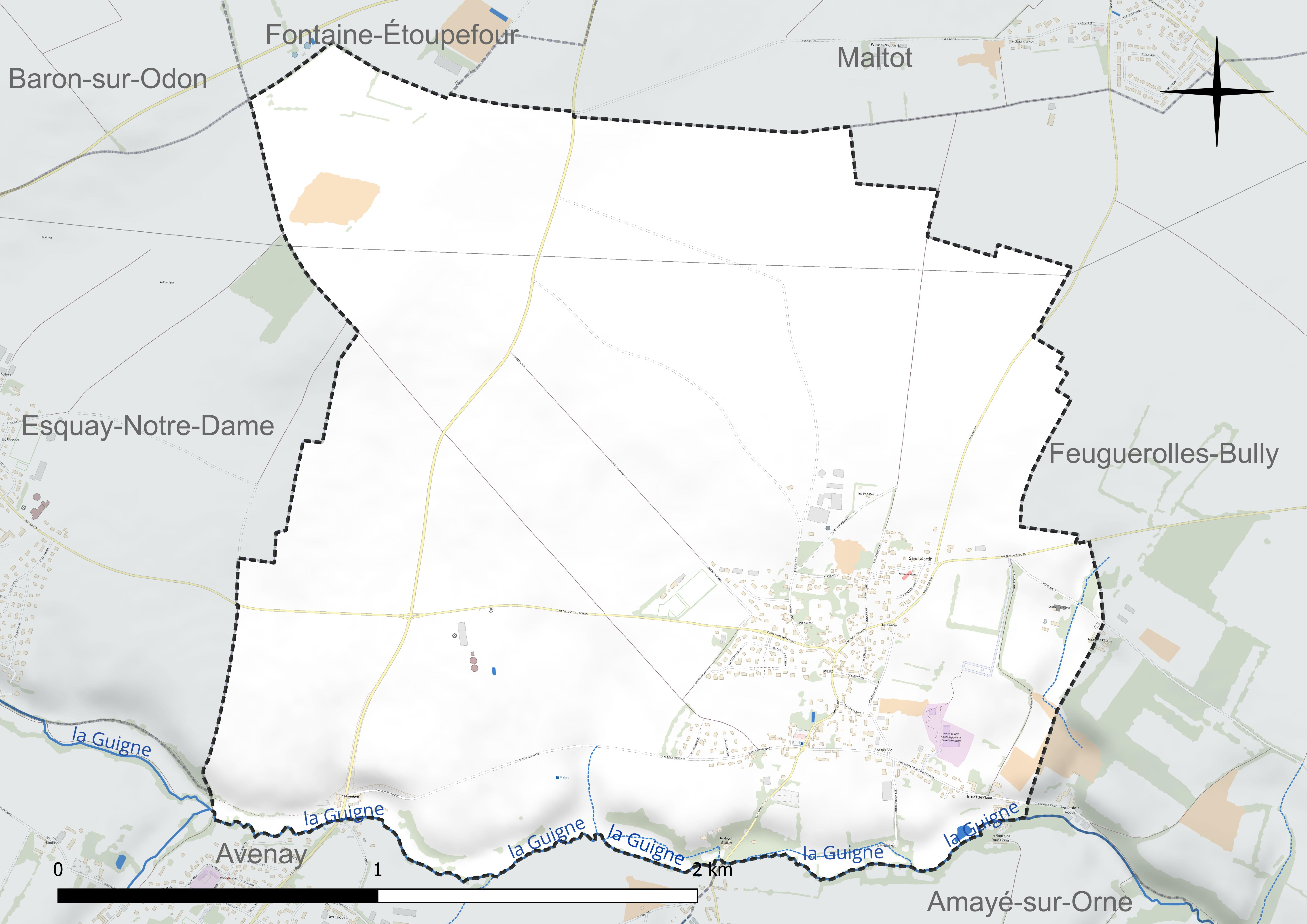
Réseau hydrographique de Vieux.

### Climat
Pour des articles plus généraux, voir Climat de la Normandie et Climat du Calvados.
En 2010, le climat de la commune est de type climat océanique altéré, selon une étude du CNRS s'appuyant sur une série de données couvrant la période 1971-2000. En 2020, Météo-France publie une typologie des climats de la France métropolitaine dans laquelle la commune est exposée à un climat océanique et est dans la région climatique Normandie (Cotentin, Orne), caractérisée par une pluviométrie relativement élevée (850 mm/a) et un été frais (15,5 °C) et venté. Parallèlement le GIEC normand, un groupe régional d'experts sur le climat, différencie quant à lui, dans une étude de 2020, trois grands types de climats pour la région Normandie, nuancés à une échelle plus fine par les facteurs géographiques locaux. La commune est, selon ce zonage, exposée à un « climat des plateaux abrités », correspondant à la plaine agricole de Caen à Falaise, sous le vent des collines de Normandie et proche de la mer, se caractérisant par une pluviométrie et des contraintes thermiques modérées.
Pour la période 1971-2000, la température annuelle moyenne est de 10,6 °C, avec  une amplitude thermique annuelle de 12,4 °C. Le cumul annuel moyen de précipitations est de 721 mm, avec 12 jours de précipitations en janvier et 7,5 jours en juillet. Pour la période 1991-2020, la température moyenne annuelle observée sur la station météorologique la plus proche, située sur la commune de Carpiquet à 9 km à vol d'oiseau, est de 11,5 °C et le cumul annuel moyen de précipitations est de 740,3 mm,. Pour l'avenir, les paramètres climatiques de la commune estimés pour 2050 selon différents scénarios d'émission de gaz à effet de serre sont consultables sur un site dédié publié par Météo-France en novembre 2022.

## Urbanisme

### Typologie
Au 1er janvier 2024, Vieux est catégorisée commune rurale à habitat dispersé, selon la nouvelle grille communale de densité à 7 niveaux définie par l'Insee en 2022.
Elle est située hors unité urbaine. Par ailleurs la commune fait partie de l'aire d'attraction de Caen, dont elle est une commune de la couronne,. Cette aire, qui regroupe 296 communes, est catégorisée dans les aires de 200 000 à moins de 700 000 habitants,.

### Occupation des sols

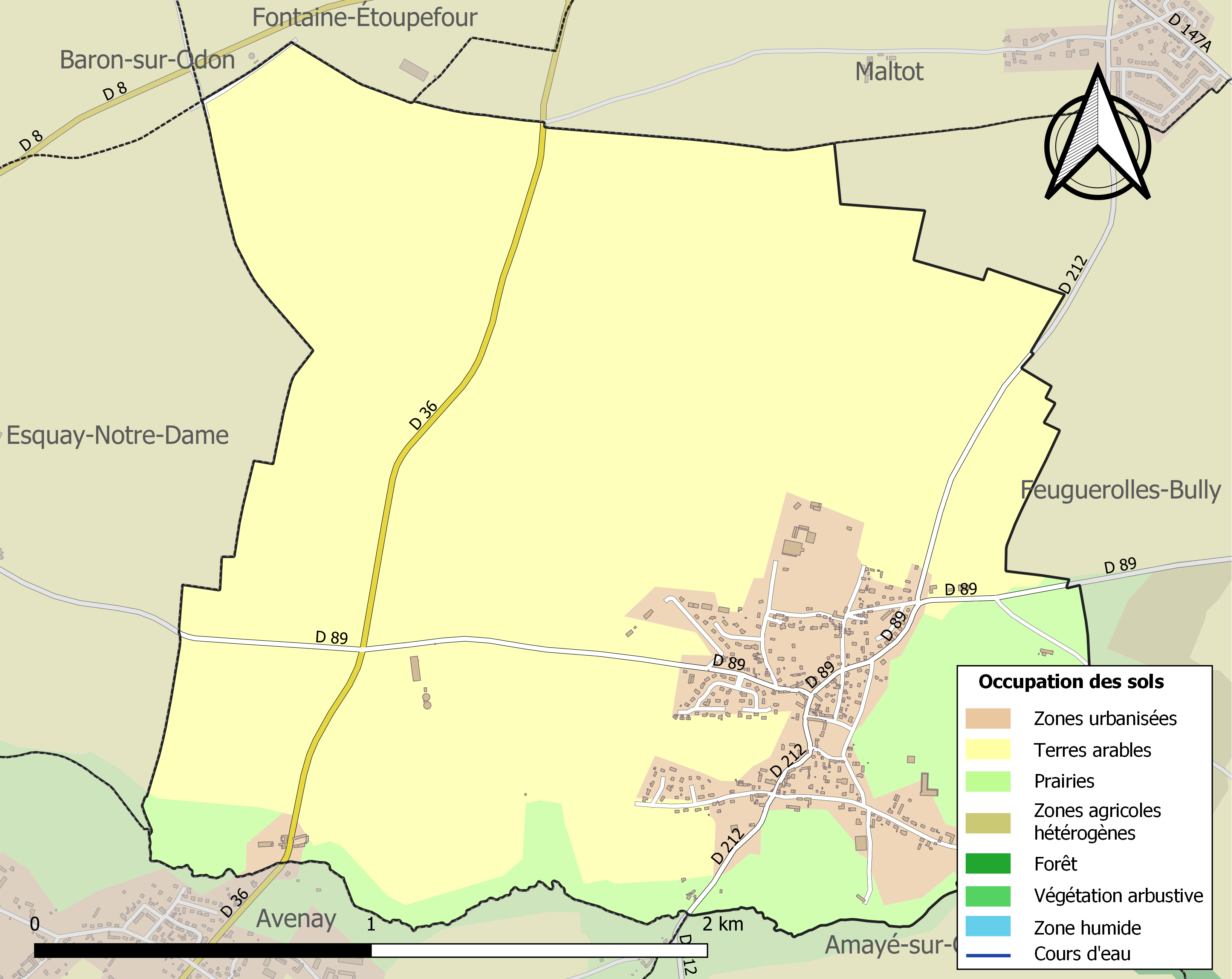
Carte des infrastructures et de l'occupation des sols de la commune en 2018 (CLC).

L'occupation des sols de la commune, telle qu'elle ressort de la base de données européenne d'occupation biophysique des sols Corine Land Cover (CLC), est marquée par l'importance des territoires agricoles (89,6 % en 2018), une proportion sensiblement équivalente à celle de 1990 (90,2 %).
La répartition détaillée en 2018 est la suivante :  terres arables (76,8 %), prairies (12,8 %), zones urbanisées (10,4 %), zones agricoles hétérogènes (0,1 %).
L'évolution de l'occupation des sols de la commune et de ses infrastructures peut être observée sur les différentes représentations cartographiques du territoire : la carte de Cassini (XVIIIe siècle), la carte d'état-major (1820-1866) et les cartes ou photos aériennes de l'IGN pour la période actuelle (1950 à aujourd'hui).

### Habitat et logement
En 2021, le nombre total de logements dans la commune était de 295, alors qu'il était de 292 en 2016 et de 251 en 2011.
Parmi ces logements, 93,5 % étaient des résidences principales, 2,3 % des résidences secondaires et 4,2 % des logements vacants. Ces logements étaient pour 94,3 % d'entre eux des maisons individuelles et pour 5,4 % des appartements.
Le tableau ci-dessous présente la typologie des logements à Vieux en 2021 en comparaison avec celle du Calvados et de la France entière. Une caractéristique marquante du parc de logements est ainsi la faible proportion des résidences secondaires et logements occasionnels (2,3 %) par rapport au département (17,8 %) et à la France entière (9,7 %).
| Typologie                                               | Vieux | Calvados | France entière |
| ------------------------------------------------------- | ----- | -------- | -------------- |
| Résidences principales (en %)                           | 93,5  | 75,5     | 82,2           |
| Résidences secondaires et logements occasionnels (en %) | 2,3   | 17,8     | 9,7            |
| Logements vacants (en %)                                | 4,2   | 6,6      | 8,1            |

## Toponymie
Le nom de la localité est attesté sous les formes Arēgenoua vers 170 (Ptolémée); Araegenua vers 365 (Table de Peutinger) ; Araegenue au VIIIe siècle (Anonyme de Ravenne) ; Vedeves après 1066 (Lucien Musset, Fontenay , p. 333) ; Vedeues en 1079-1081 (Musset, Abbayes caennaises) ; Veiocas en 1180 ; Vediocœ vers 1190 (charte de l'abbaye de Fontenay, 9) ; Vadiocœ et Veiocœ en 1198 (Magni rotuli, p. 212) ; Ecclesia de Vedois en 1213 ; Veex en 1239< (Magni rotuli, p. 205.) ; Veiocœ apud Lesblai en 1254 ; Vieus en 1294 (charte du Plessis-Grimoult, n° 80) ; Vielz en 1484 (Archives nationales P. 272, n° 112) ; Vieulx en 1608 (aveux d'Harcourt),.
De  are « au-dessus » et genua « embouchure ». Vieux domine en effet le confluent de la Guigne et de l'Orne. Cependant are ne signifie pas « au-dessus » en gaulois, ce sens est rendu par uer (cf. breton war), mais « près de » et gen(a)ua « embouchure », c'est-à-dire celle de la Guigne qui rejoint l'Orne.
Comme bien des cités de la Gaule, elle a pris au Bas Empire le nom du peuple, les Viducasses (voir ce nom), dont elle était le chef-lieu : Civitas Viducassensis > Vieux.

## Histoire

### Antiquité
Le marbre de Thorigny est découvert à Vieux en 1580. C'est l'une des plus importantes pierres gravées de l'ancienne Gaule, avec inscription latine. Il décrit la carrière de Solemnis et mentionne aussi un don fait par lui pour achever l'ensemble thermal commencé par son père Solemnimus.

### Époque contemporaine

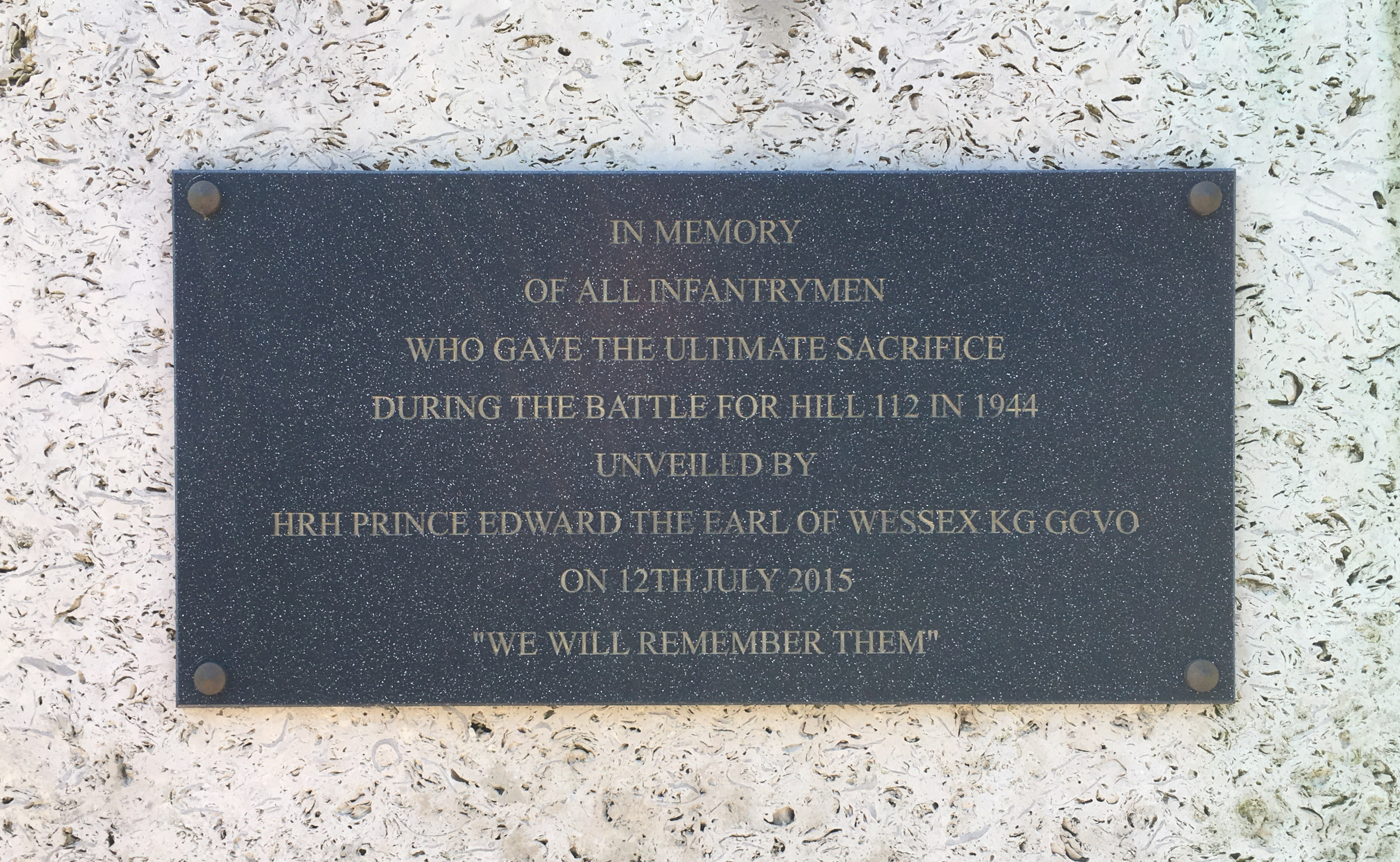
Plaque du mémorial de la Cote 112.

À la fin de la Seconde Guerre mondiale, lors de la bataille de Normandie en 1944, la prise de la cote 112, point stratégique pour la bataille de Caen, a pour théâtre des hauteurs en partie sur le territoire communal. Le secteur de la rue d'Esquay et du Bas de Vieux sont touchés par les bombardements alliés du 13 juin 1944. La portion de rue détruite à cette période a désormais cette date pour nom.

## Politique et administration

### Rattachements administratifs et électoraux

#### Rattachements administratifs
La commune se trouve  dans l'arrondissement de Caen du département du Calvados.
Elle faisait partie depuis 1801 du canton d'Évrecy. Dans le cadre du redécoupage cantonal de 2014 en France, cette circonscription administrative territoriale a disparu, et le canton n'est plus qu'une circonscription électorale.

#### Rattachements électoraux
Pour les élections départementales, la commune fait partie depuis 2014 d'un nouveau canton d'Évrecy porfté de 26 à 32 communes.
Pour l'élection des députés, elle fait partie de la sixième circonscription du Calvados.

### Intercommunalité
Vieux était membre de la communauté de communes Évrecy-Orne-Odon, un établissement public de coopération intercommunale (EPCI) à fiscalité propre créé fin 2001 et auquel la commune avait transféré un certain nombre de ses compétences, dans les conditions déterminées par le code général des collectivités territoriales.
Dans le cadre des dispositions de la loi portant nouvelle organisation territoriale de la République du 7 août 2015, qui prévoit que les établissements publics de coopération intercommunale (EPCI) à fiscalité propre doivent avoir un minimum de 15 000 habitants, cette intercommunalité a fusionné avec la communauté de communes de la Vallée de l'Orne pour former, le 1er janvier 2017, la communauté de communes Vallées de l'Orne et de l'Odon, dont est désormais membre la commune.

### Administration municipale
Compte tenu de la population de la commune, son conseil municipal est composé de quinze membres, dont le maire et ses adjoints.

### Liste des maires
| Période                                  | Période      | Identité            | Étiquette | Qualité |
| ---------------------------------------- | ------------ | ------------------- | --------- | --- |
| Les données manquantes sont à compléter. |              |                     |           | |
|                                          |              |                     |           | |
| 1945                                     | 1972         | Louise Houlbey      |           | |
| 1973                                     | 1983         | André Faucon        |           | |
| 1983                                     | mars 1989    | Paul Bonnard        |           | |
| mars 1989                                | mars 2001    | Jacques Saint-James |           | |
| mars 2001                                | mai 2020     | Mireille Beuve      | SE        | Rédactrice territoriale |
| mai 2020                                 | 30 août 2024 | Sophie Phelipeau    | SE        | Artisane Démisssionnaire |
| 5 décembre 2024                          | En cours     | Élodie Pasquet      | SE        | Première adjointe depuis le 15 avril 2024, elle assume l'intérim après la démission de Sophie Phélipeau, avant d'être officiellement élue après les élections partielles des 24 novembre et 1er décembre 2024. |

### Jumelages
- Otterton (Royaume-Uni) depuis 1976.

## Population et société
Les habitants sont les Viducasses.

### Démographie
L'évolution du nombre d'habitants est connue à travers les recensements de la population effectués dans la commune depuis 1793. Pour les communes de moins de 10 000 habitants, une enquête de recensement portant sur toute la population est réalisée tous les cinq ans, les populations de référence des années intermédiaires étant quant à elles estimées par interpolation ou extrapolation. Pour la commune, le premier recensement exhaustif entrant dans le cadre du nouveau dispositif a été réalisé en 2007.

En 2022, la commune comptait 710 habitants, en évolution de +1,28 % par rapport à 2016 (Calvados : +1,58 %, France hors Mayotte : +2,11 %).
| 1793 | 1800 | 1806 | 1821 | 1831 | 1836 | 1841 | 1846 | 1851 |
| ---- | ---- | ---- | ---- | ---- | ---- | ---- | ---- | ---- |
| 529  | 543  | 558  | 546  | 575  | 570  | 580  | 570  | 555  |

| 1856 | 1861 | 1866 | 1872 | 1876 | 1881 | 1886 | 1891 | 1896 |
| ---- | ---- | ---- | ---- | ---- | ---- | ---- | ---- | ---- |
| 538  | 506  | 476  | 477  | 456  | 456  | 410  | 386  | 368  |

| 1901 | 1906 | 1911 | 1921 | 1926 | 1931 | 1936 | 1946 | 1954 |
| ---- | ---- | ---- | ---- | ---- | ---- | ---- | ---- | ---- |
| 381  | 400  | 358  | 361  | 362  | 347  | 314  | 283  | 341  |

| 1962 | 1968 | 1975 | 1982 | 1990 | 1999 | 2006 | 2007 | 2012 |
| ---- | ---- | ---- | ---- | ---- | ---- | ---- | ---- | ---- |
| 360  | 398  | 411  | 509  | 671  | 585  | 579  | 578  | 715  |

| 2017 | 2022 | - | - | - | - | - | - | - |
| ---- | ---- | - | - | - | - | - | - | - |
| 686  | 710  | - | - | - | - | - | - | - |

### Sports et loisirs
L'Association sportive de Vieux a fait évoluer jusqu'en 2015 deux équipes de football en divisions de district.

## Culture locale et patrimoine

### Lieux et monuments
Le site archéologique de Vieux-la-Romaine  Inscrit MH (1988, Site archéologique), correspondant à la prospère ville gallo-romaine d'Aregenua  sous l'Empire romain fouillée depuis l'époque de Louis XIV, se trouve sur la commune. On y note :
- - Le musée archéologique de Vieux-la-Romaine (Aregenua, capitale du peuple des Viducasses).
  - La villa au grand péristyle, au Bas-de-Vieux.
  - Le théâtre gallo-romain  Classé MH (1980)[39], enfoui sur des terrains privés.
  - Le forum datant du IIe siècle et mis en valeur par des fouilles archéologiques depuis le XVIIIe siècle.
  - Le Chemin Haussé, ancienne voie romaine appelée aussi « Chemin du Duc Guillaume ».

Vieux-la-Romaine
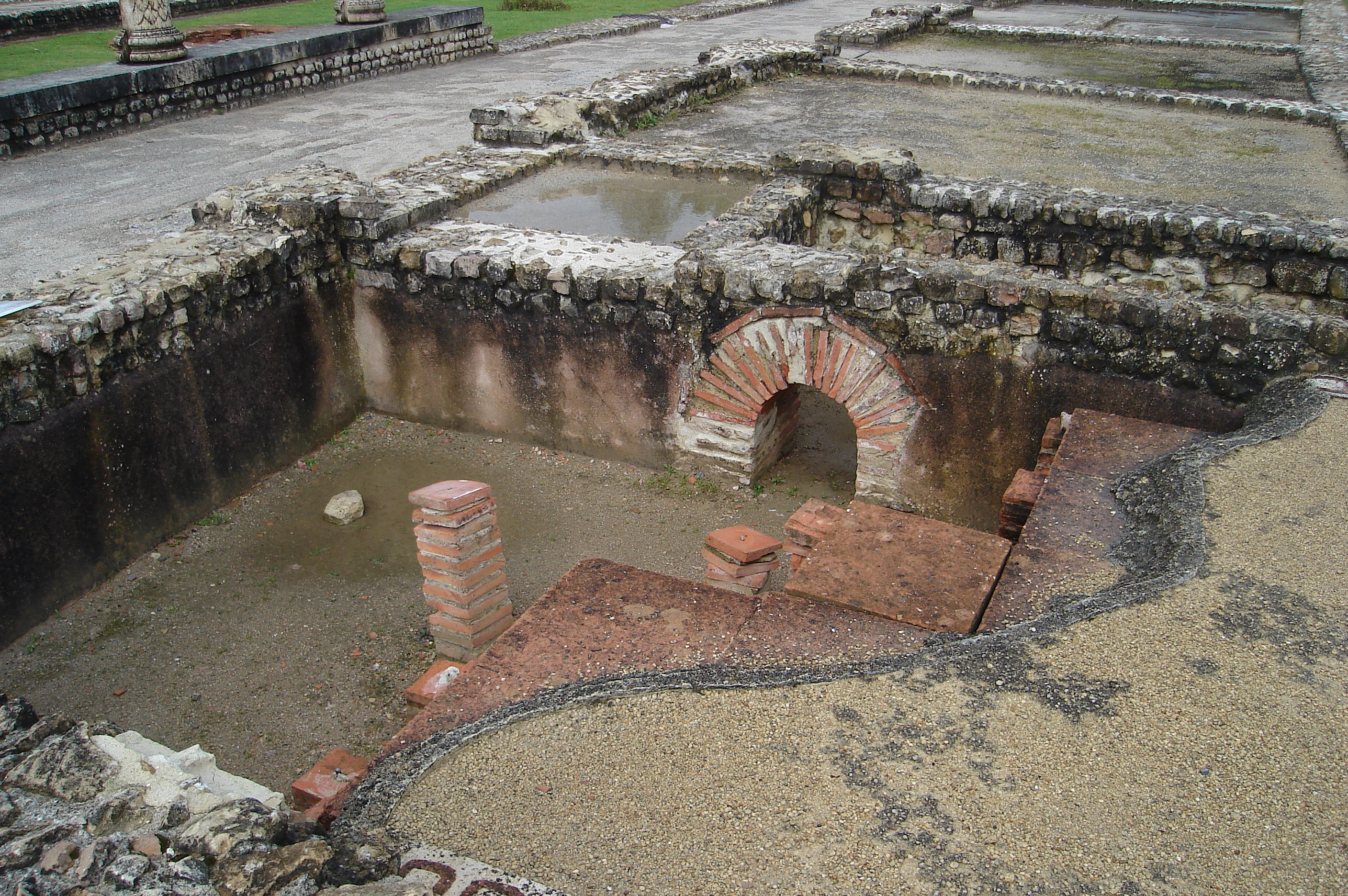
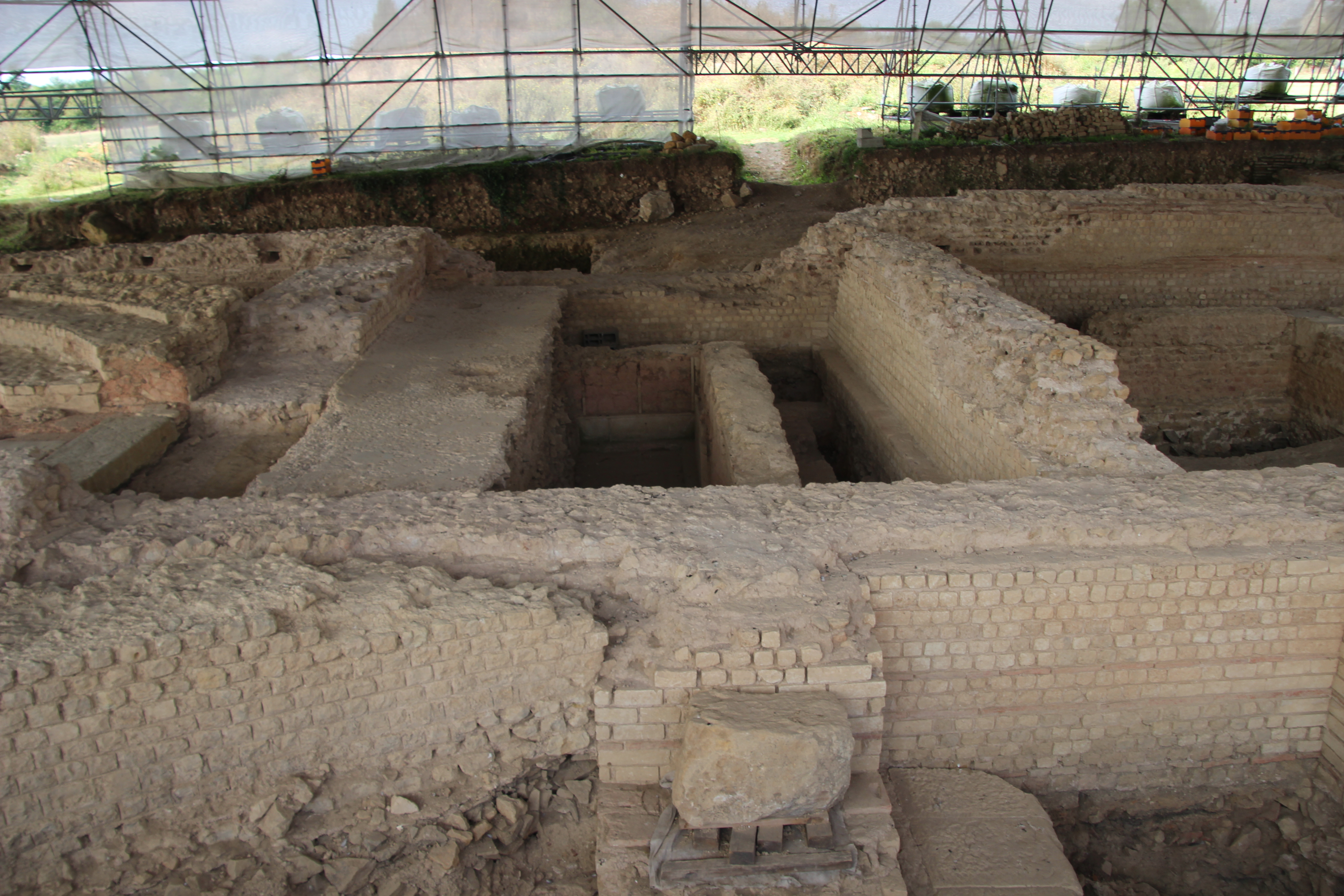
Le forum.
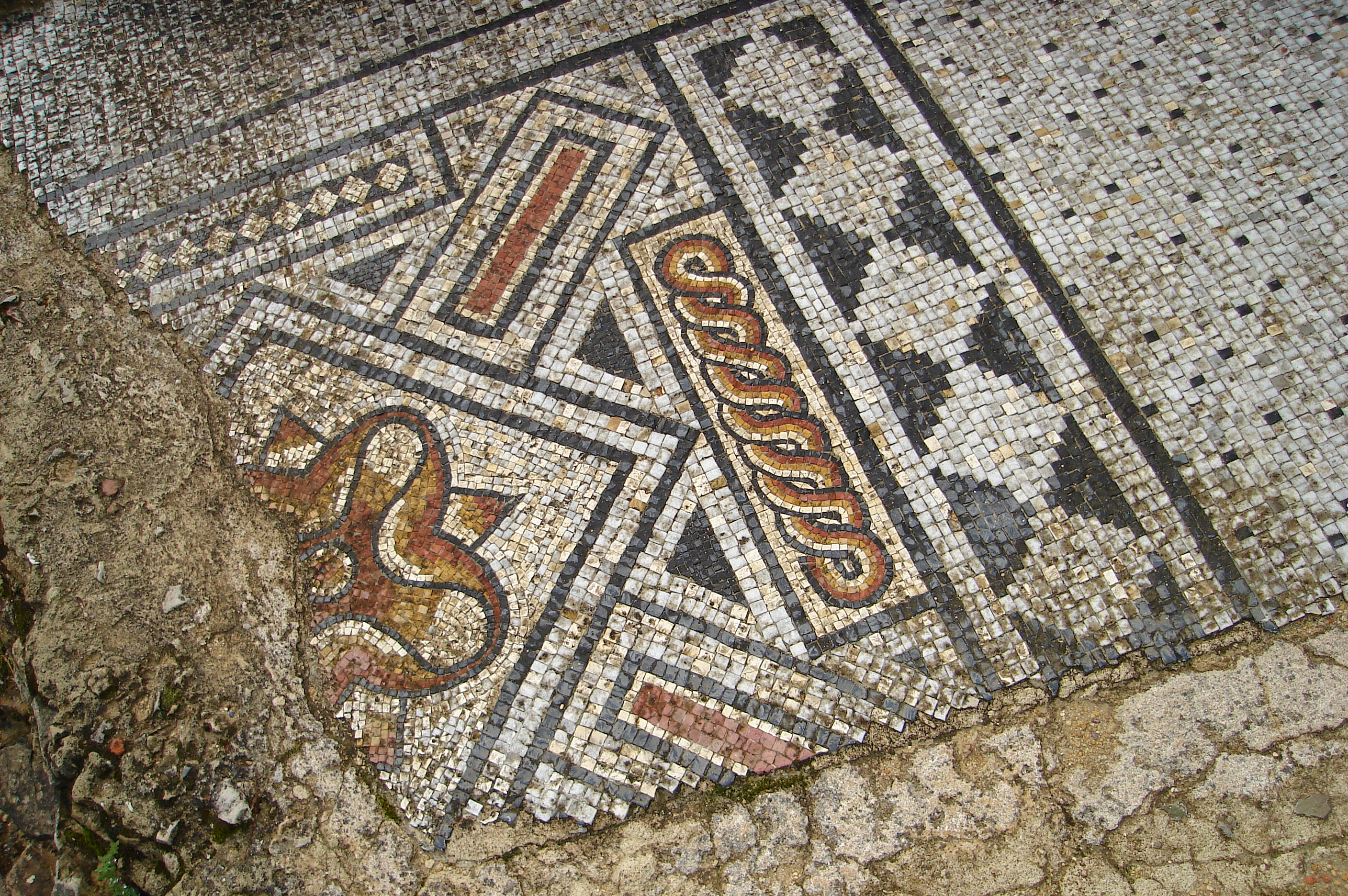
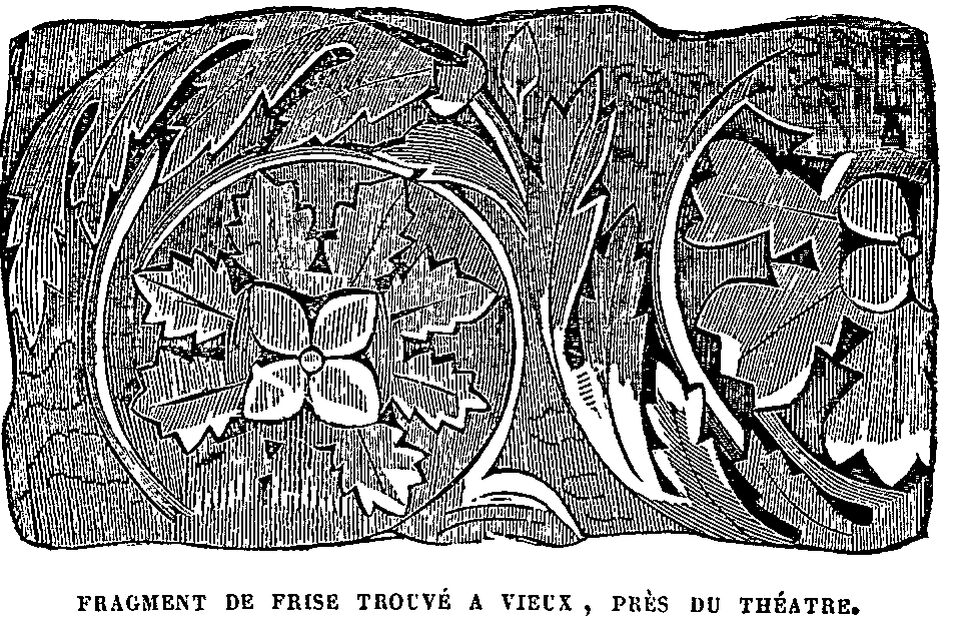
Frise du théatre de Vieux, levée en 1854 par Arcisse de Caumont.
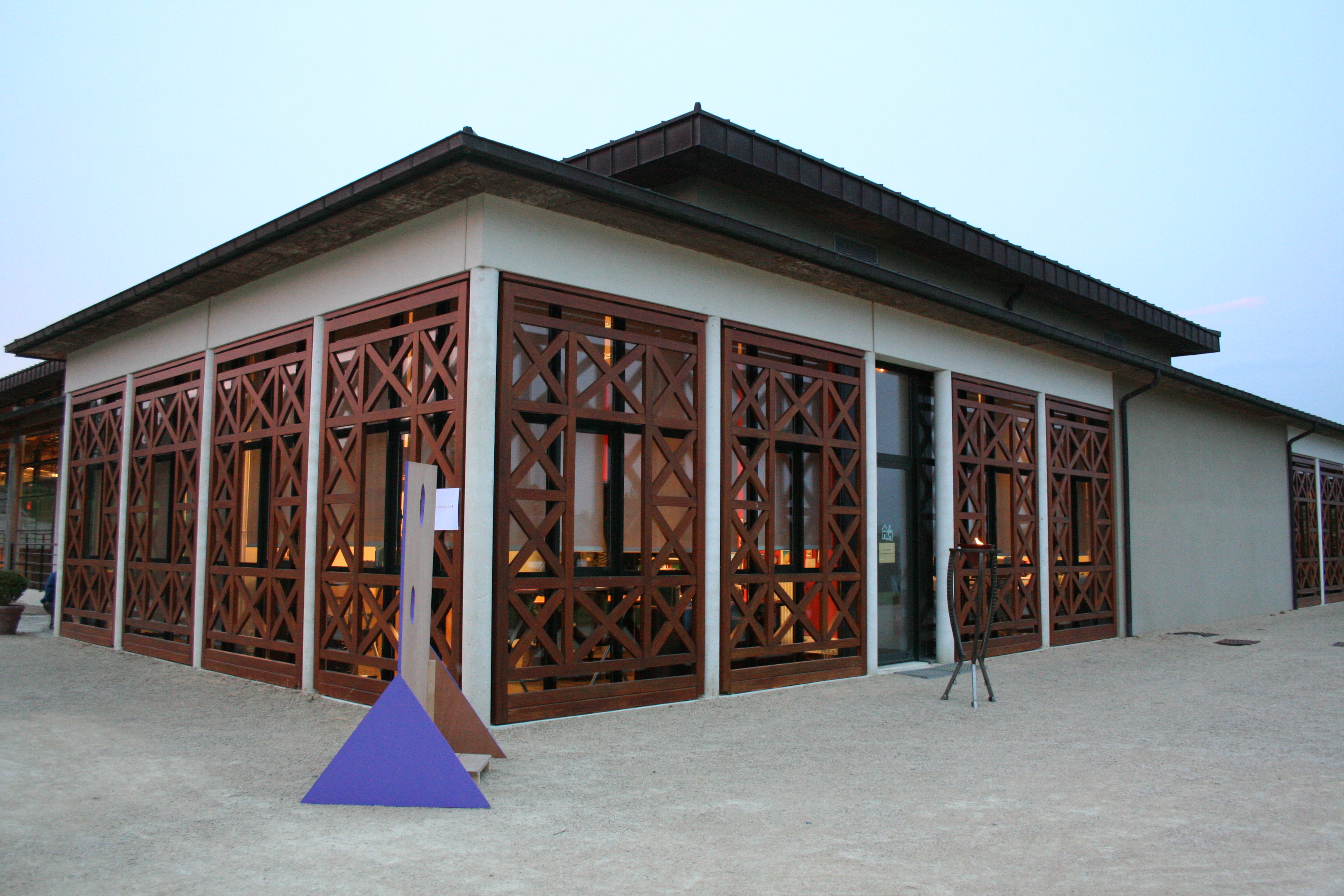
Le musée...
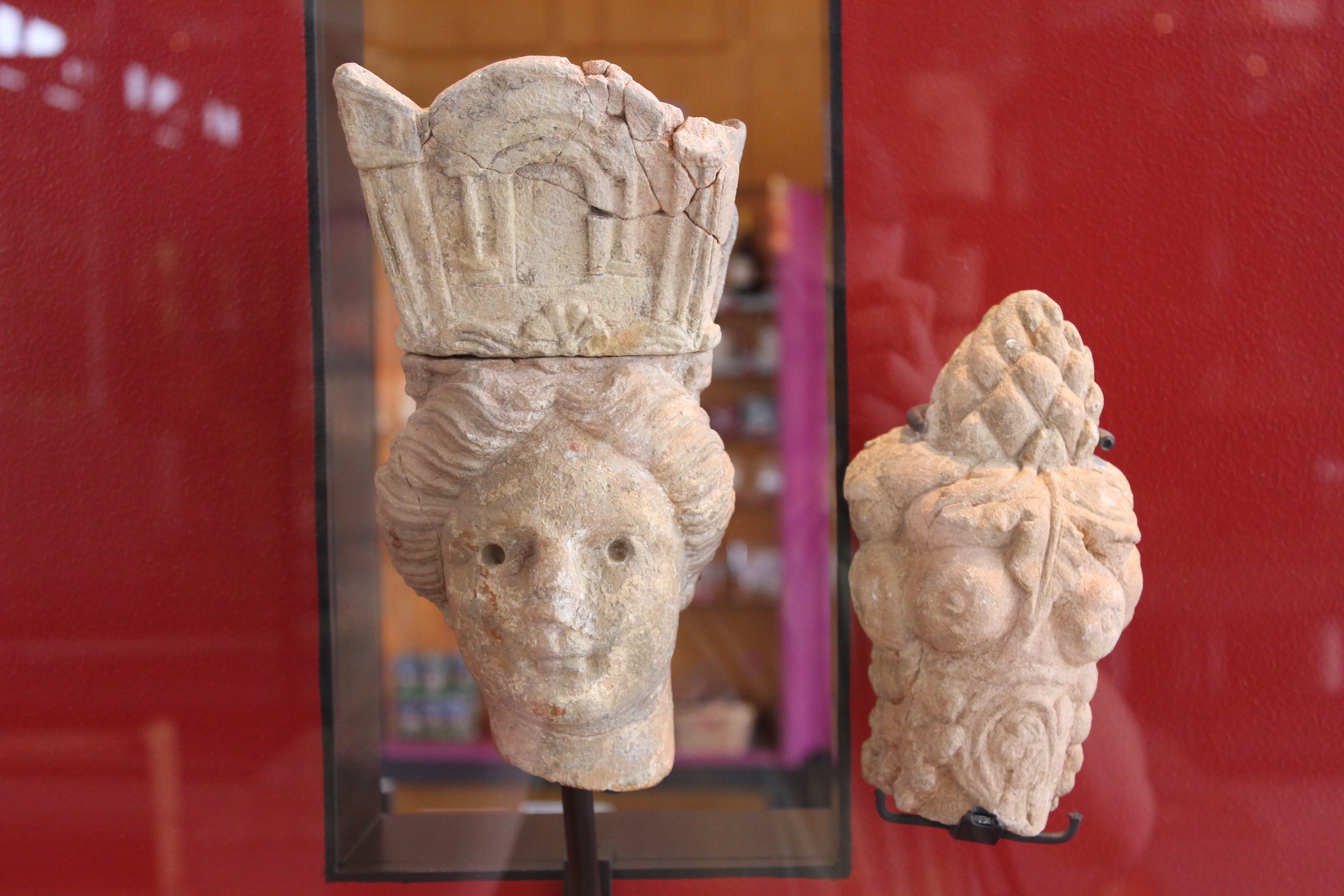
... et la tutella avec corne d'abondance.

Par ailleurs, on peut signaler :
- La Cote 112 et son mémorial au carrefour de la croix des Filandriers, en limite de commune
- La chapelle Saint-Jean-Baptiste du Clos (XIIIe siècle)  Inscrite MH (1994)[40].
- L'église Saint-Laurent est en partie du XIIe siècle.
- L'ancienne école, réaménagée en 2014 pour devenir la mairie de la commune[30].
- Lavoirs.
- Circuit de randonnée de la vallée de la Guigne au départ de Vieux-la-Romaine, qui permet de découvrir les principales étapes de l'histoire géologique régionale du précambrien au quaternaire ainsi que les vestiges gallo-romains[41],[42],

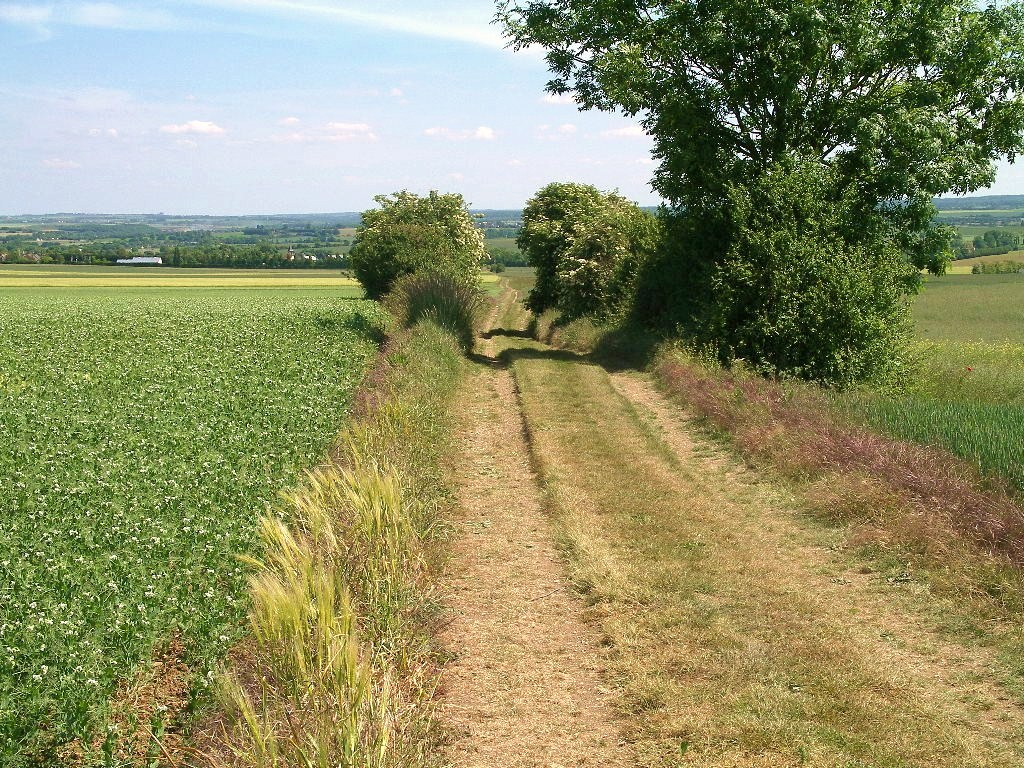
Le chemin Haussé.
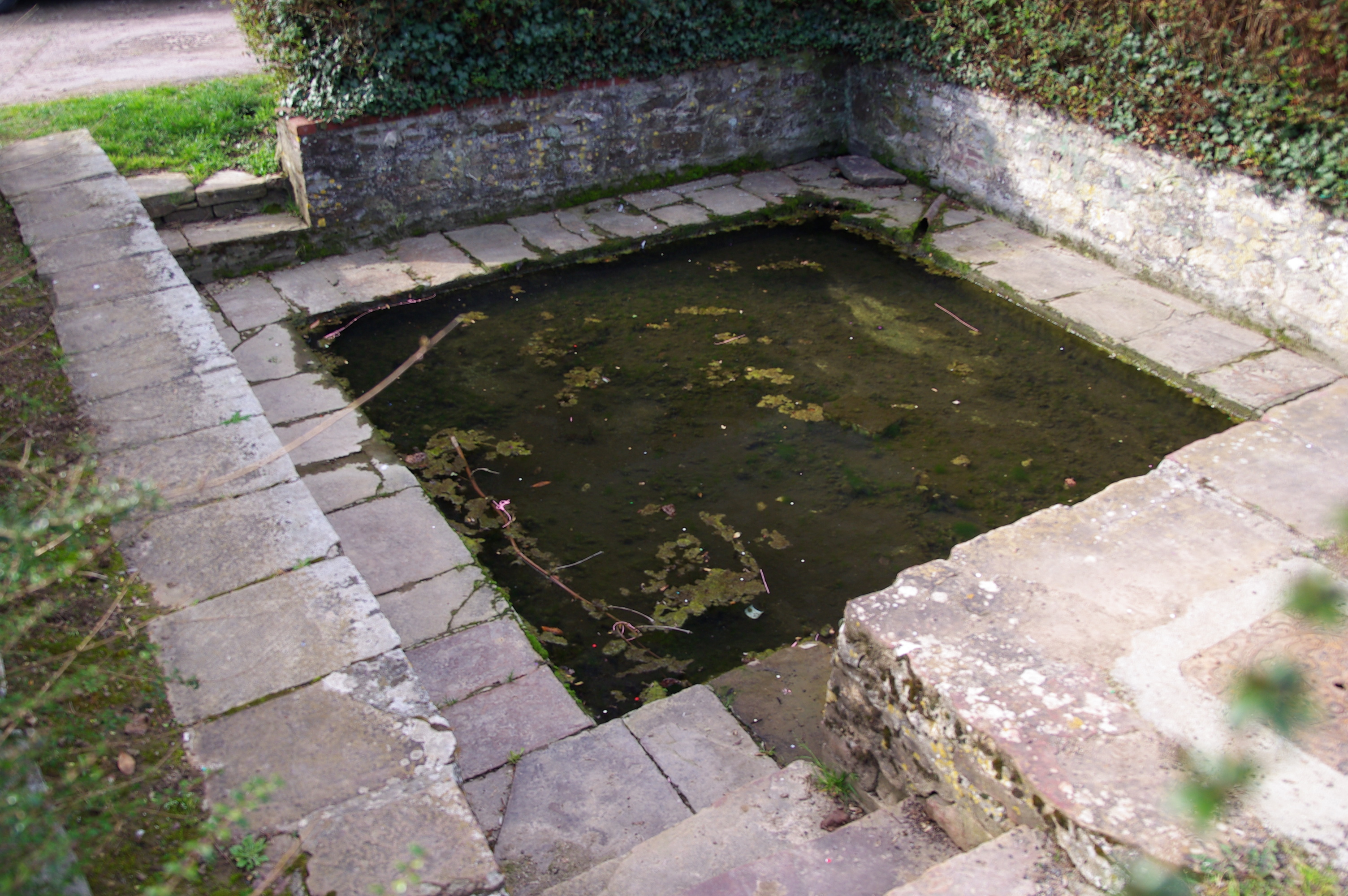
Lavoir de la place Saint-Martin.
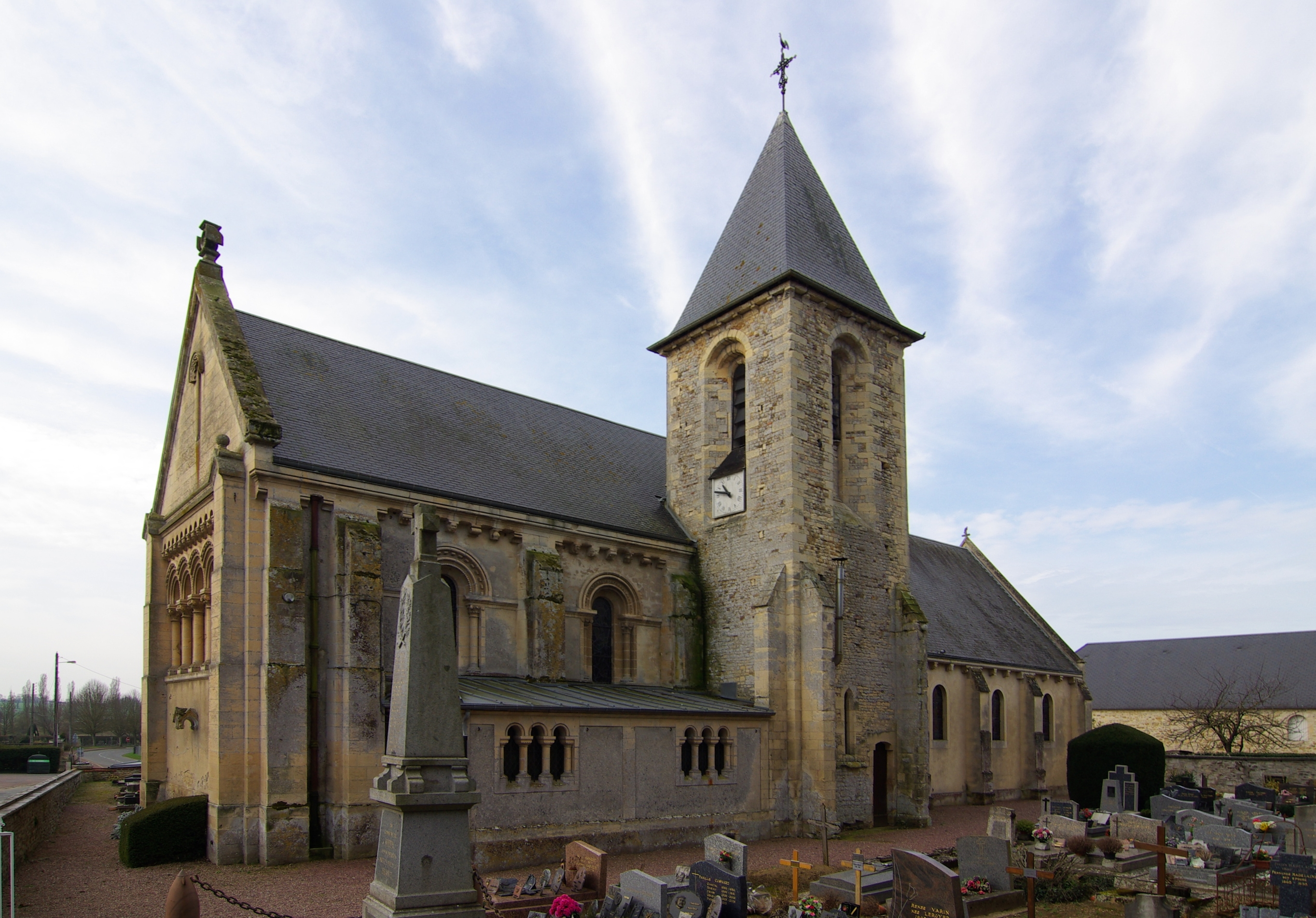
L'église Saint-Laurent.
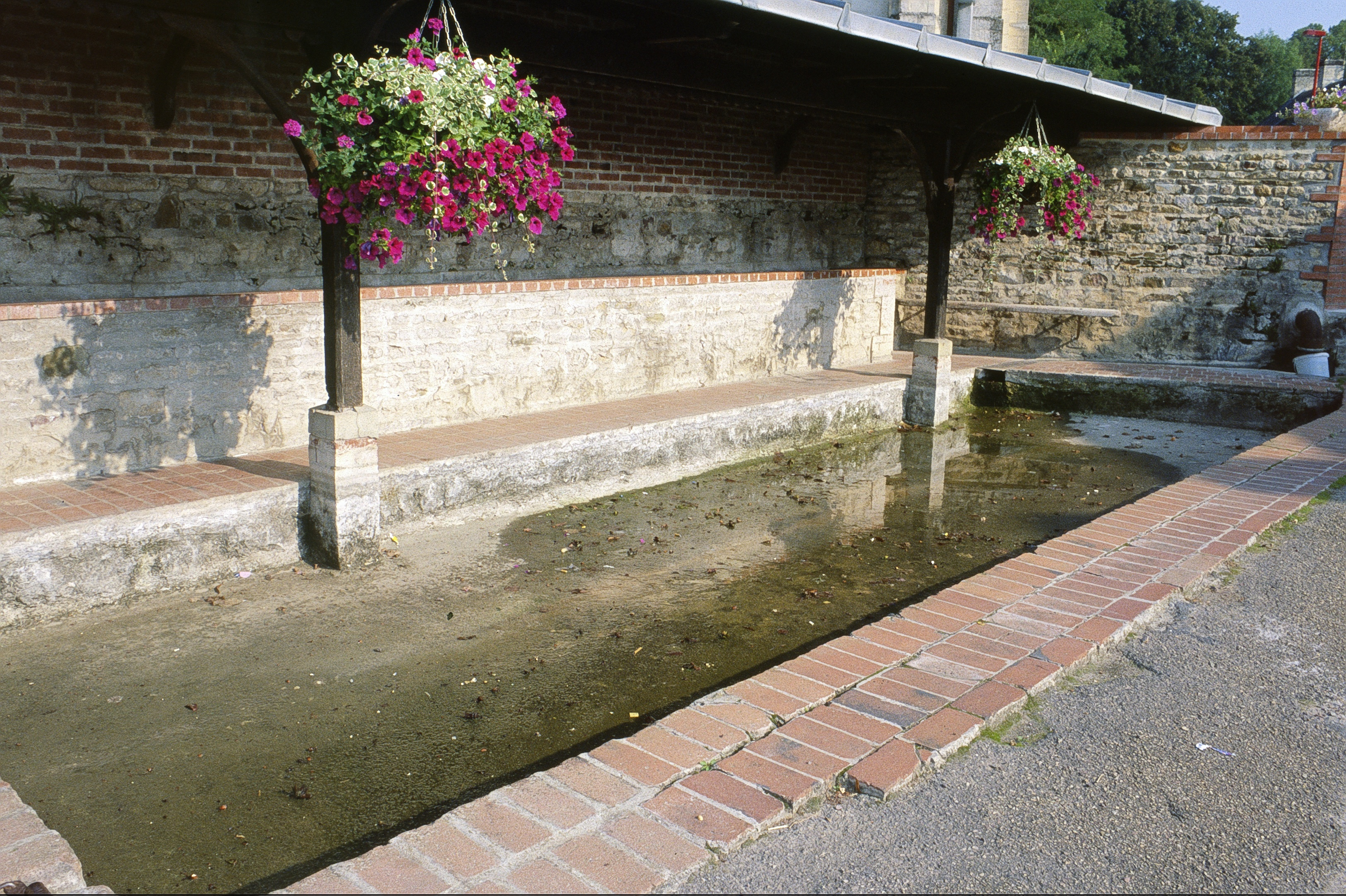
Lavoir près de l'église Saint-Laurent.
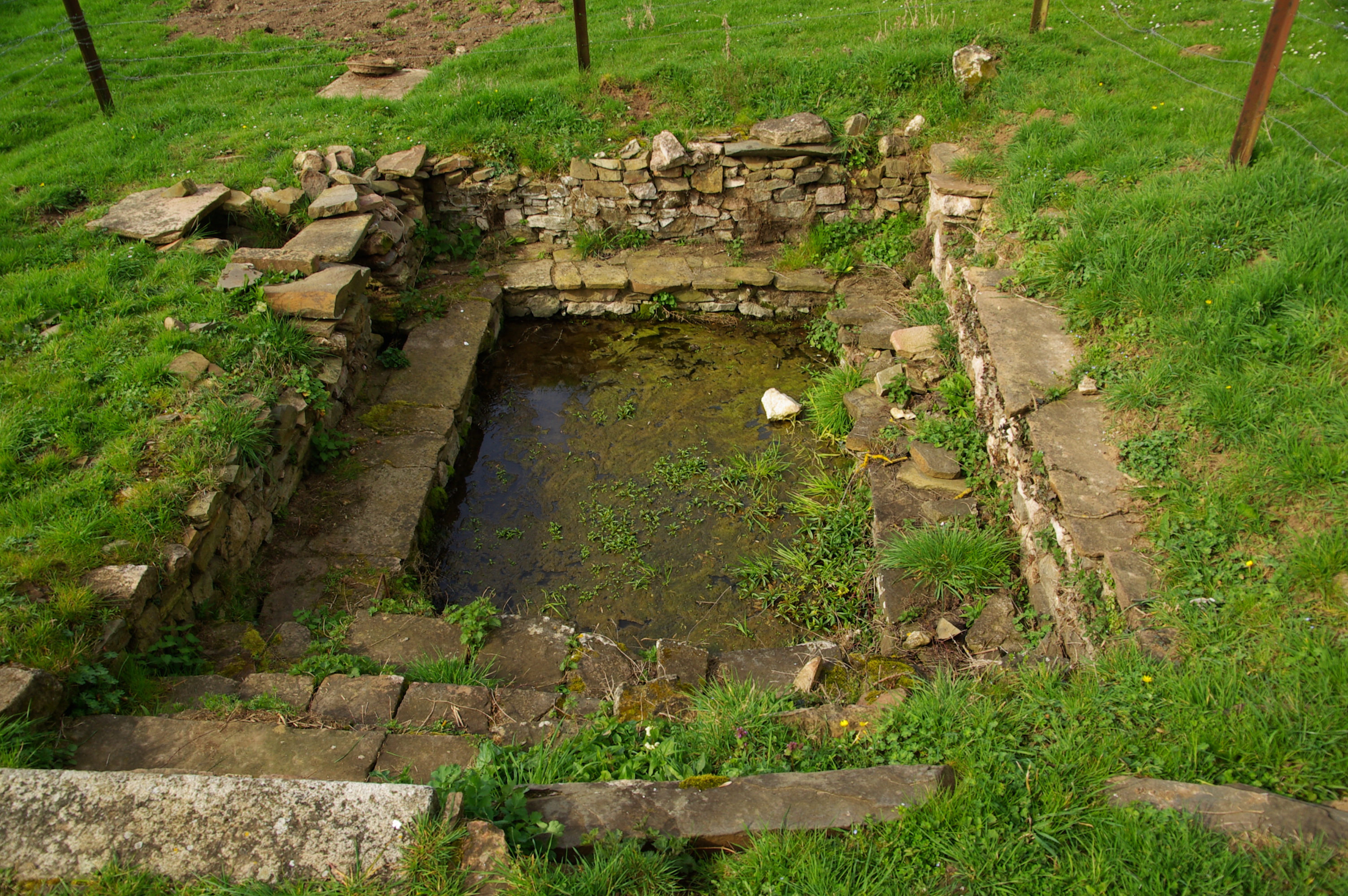
Le lavoir romain des Mareaux.
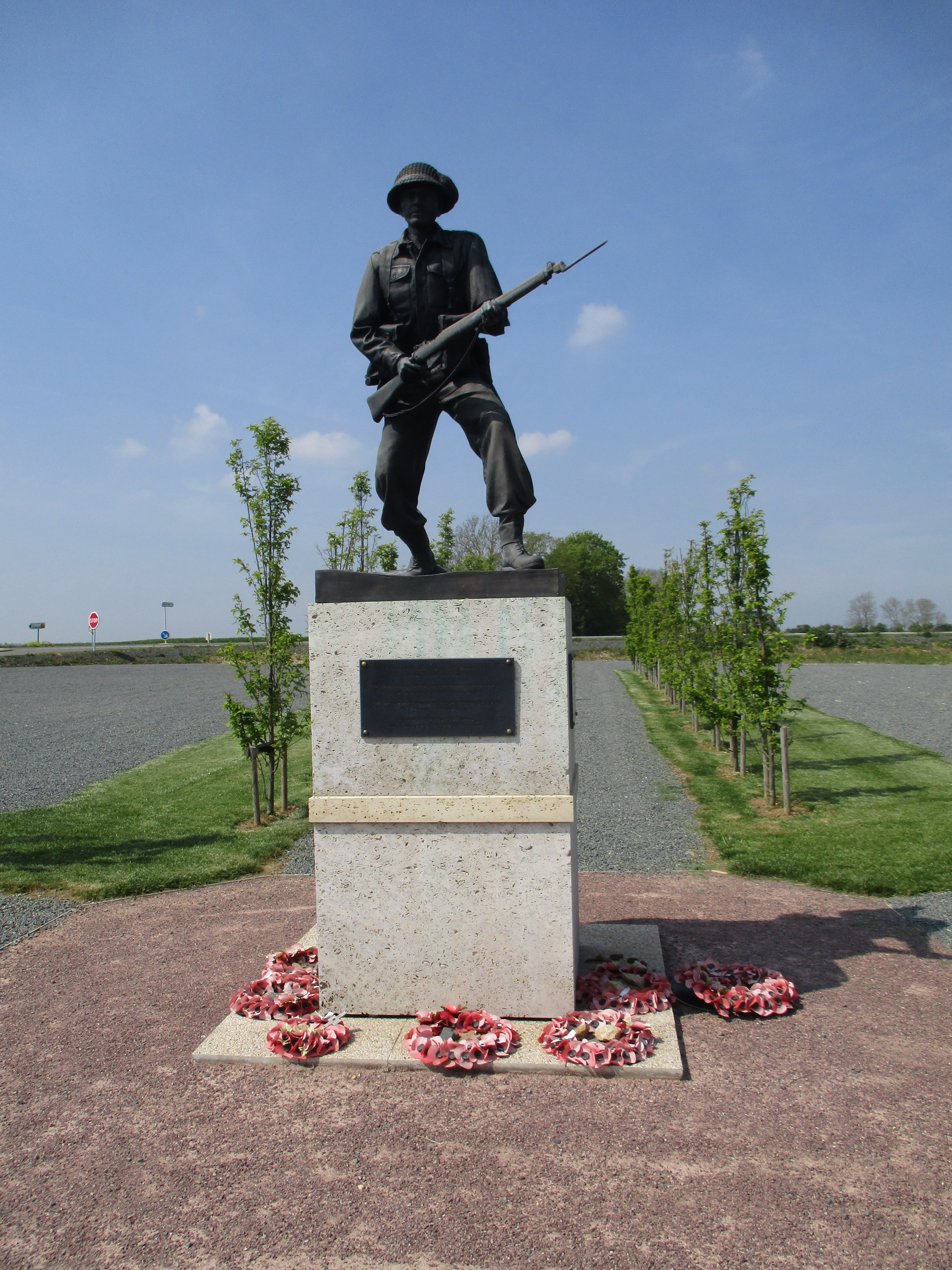
Le mémorial de la Cote 112.
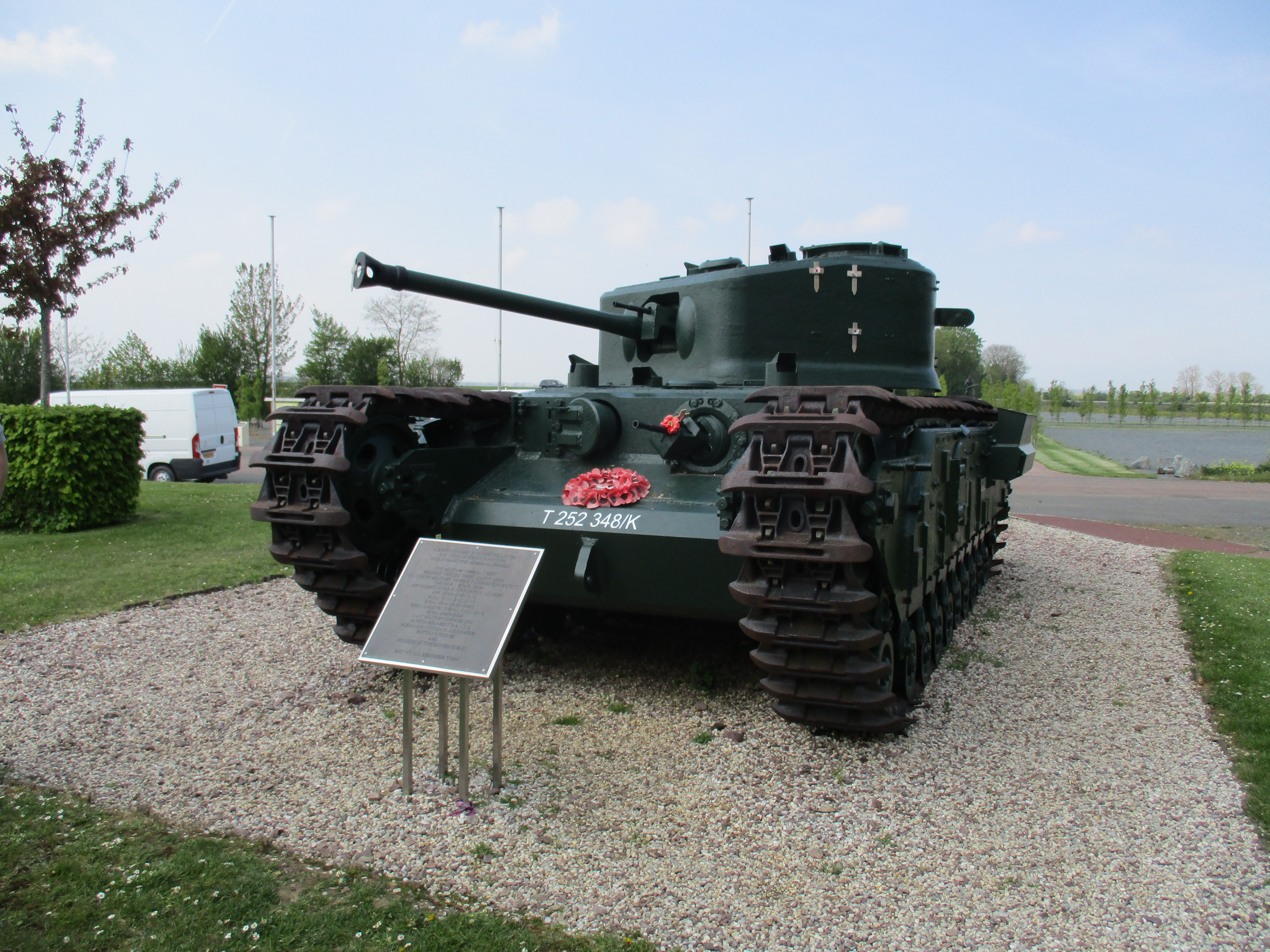
Le char Churchill, près du mémorial de la Cote 112.
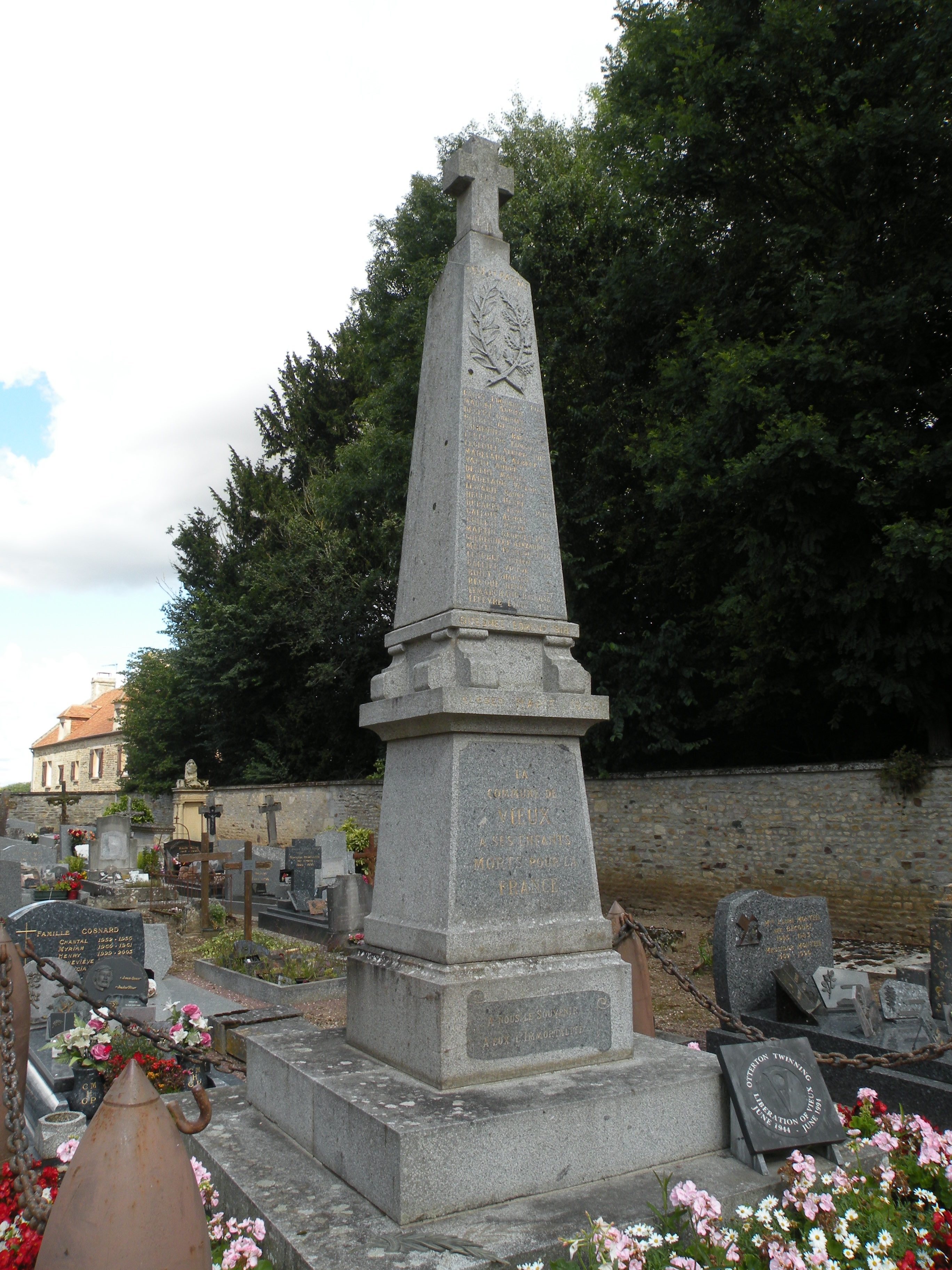
Le monument aux morts.

## Pour approfondir